# Selsawet Tamaschouka
Der Selsawet Tamaschouka, Tamaschouski Selsawet (belarussisch Тамашоўскі сельсавет; russisch Томашовский сельсовет) ist eine Verwaltungseinheit im Rajon Brest in der Breszkaja Woblasz in Belarus. 
Das Zentrum des Selsawets ist das Dorf Tamaschouka. Tamaschouski Selsawet liegt im Süden des Rajons und umfasst 7 Dörfer.

## Orte
- Archowa
- Charsy
- Kamarouka
- Pryborawa
- Ryzez
- Seljachi
- Tamaschouka